# Schmalau (Nürnberg)

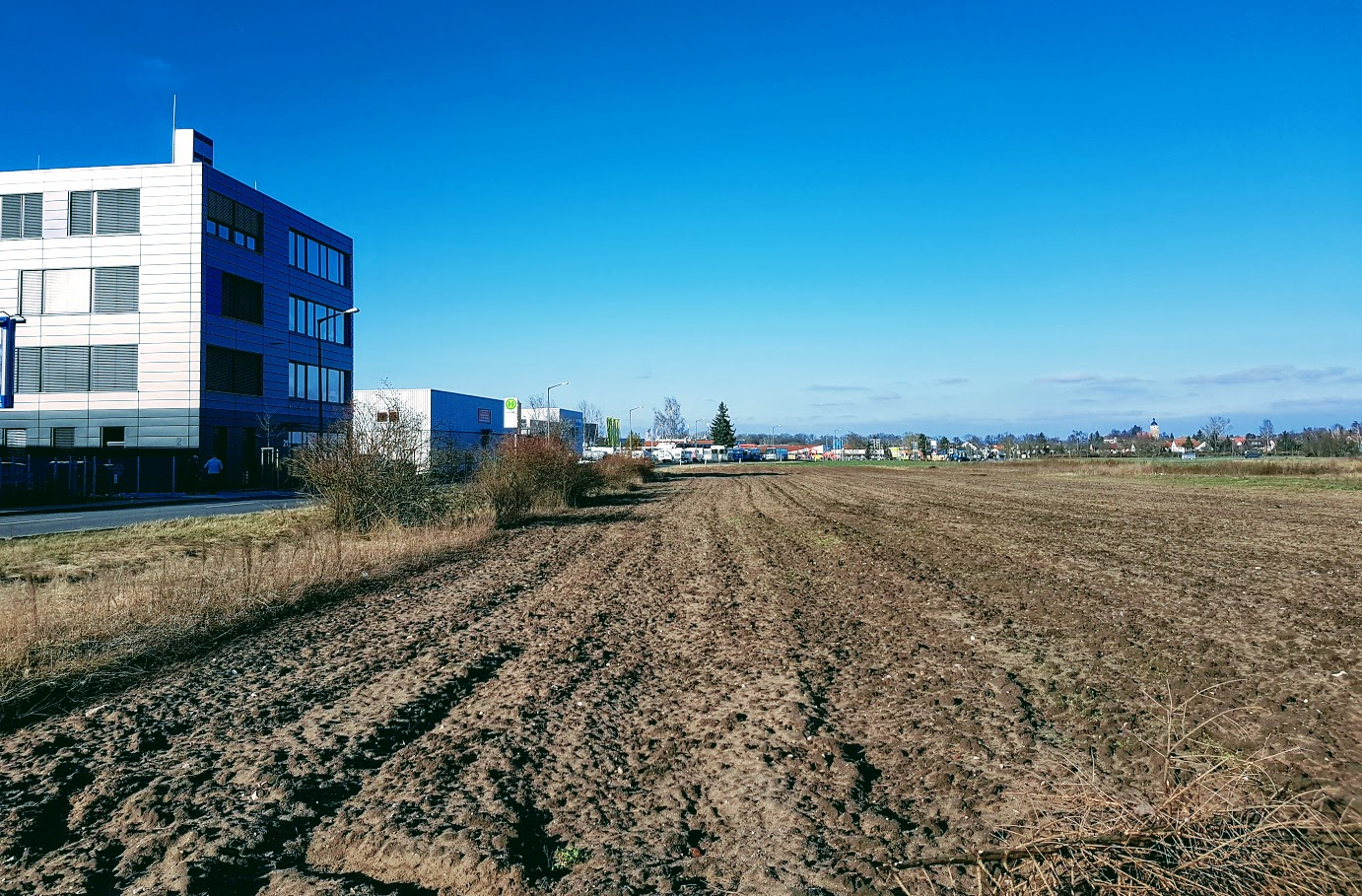
Schmalau West und Ost, im Hintergrund Großgründlach

Der Nürnberger Stadtteil Schmalau ist Teil der Statistischen Bezirke 79 (Großgründlach) und 78 (Boxdorf) mit 141 bzw. 38 Bewohnern (Stand: 31. Dezember 1997). Das Gebiet ist seit 1972 nach Nürnberg eingegliedert. Der Flurname „Schmalenau“ ist seit etwa 1700 belegt.

## Geographie

### Lage
Das Gewerbegebiet bildet eine geschlossene Siedlung mit dem nordöstlich gelegenen Großgründlach, dem westlich gelegenen Steinach und dem südlich gelegenen Bislohe. Im Osten grenzt das Knoblauchsland an.

### Fauna
Die landwirtschaftlich genutzten Flächen östlich der Wiesbadener Straße zeichnen sich durch ein großes Vorkommen an bodenbrütenden Vogelarten wie Kiebitz, Rebhuhn und Feldlerche aus.

## Verkehr
Im Westen von Schmalau liegt die A 73, durch die das Gewerbegebiet Bislohe-Schmalau mit eigener Autobahnausfahrt (Fürth Steinach) gut erschlossen ist. Die Kreisstraße N 3/FÜs 4 verläuft nach Herboldshof (1,4 km westlich) bzw. an Großgründlach und Boxdorf vorbei zur Bundesstraße 4 (1,8 km östlich). Gemeindeverbindungsstraßen verlaufen nach Steinach (0,8 km westlich), nach Bislohe (0,5 km südlich) und nach Boxdorf (1,4 km östlich).